# كاليب غرين
كاليب غرين (بالإنجليزية: Caleb Green)‏ هو مغني أمريكي، ولد في 8 سبتمبر 1964 في هامبتون في الولايات المتحدة.